# Pasażer w deszczu
Pasażer w deszczu (fr. Le passager de la pluie, wł. L'uomo venuto dalla pioggia) – francusko-włoski thriller z 1970 roku w reżyserii René Clémenta. Zdjęcia kręcono w Paryżu i Hyères.
Pod wpływem filmu Jim Morrison napisał piosenkę Riders on the Storm.

## Opis fabuły
Pewnego deszczowego popołudnia do francuskiej mieściny przybywa autobusem obcy mężczyzna. Wieczorem tego samego dnia,     włamuje się on do położonego na uboczu domu Mellie i brutalnie ją gwałci. Zdeterminowana kobieta, zabija napastnika za pomocą broni myśliwskiej swojego męża, a ciało w tajemnicy wyrzuca do morza. Jakiś czas później w miasteczku pojawia się Amerykanin Harry Dobbs. To oficer US Army poszukujący zbiegłego pacjenta ze szpitala psychiatrycznego w Niemczech i jego torby z 60 tys. dolarów. Wyjątkowo bystry Dobbs bardzo szybko odkrywa co się wydarzyło w domu Mellie, jednak nie ma na to dowodów. Tymczasem policja odnajduje ciało nad brzegiem morza, a miejscowy inspektor policji (znajmy Mellie) oskarża o zabójstwo pewną kobietę – Madeleine Legauff. Podejrzana zostaje aresztowana, a Mellie jest przekonana, że policja oskarża niewinną kobietę. Pragnąc jej pomóc udaje się do Paryża, gdzie odnajduje jej siostrę – Tanię – jedyną osobę, która jest w stanie zapewnić alibi oskarżanej Madeleine. Tania okazuje się być burdelmamą luksusowego domu publicznego i ani myśli pomagać siostrze. Natomiast z punktu widzenia jej interesu żywo interesuje ją dość atrakcyjna Mellie. Na jej prośbę, Tania umożliwia Mellie spotkanie z mężczyznami z którymi podczas morderstwa była Madeleine. Są to bliżej nie znane, dość brutalne "typy", które za wszelką cenę chcą się dowiedzieć kim Mellie jest i czego szuka. Z sytuacji zagrożenia wybawia ją Dobbs, który podążając śladem Mellie, w końcu dociera do burdelu i dość sprawnie rozprawia się z jej napastnikami. Mellie powraca do domu, gdzie jak się wkrótce okazuje ciało odnalezione na plaży nie należy do gwałciciela, którego zastrzeliła feralnej nocy, a do kochanka Madeleine Legauff, którego ta rzeczywiście zamordowała rok wcześniej dla pieniędzy. Mellie zaczyna sobie uświadamiać, że jej przestępstwo cały czas pozostaje niewykryte. Wkrótce jednak policja na skutek nalegań Dobbsona odnajduje w nadbrzeżnych skałach ciało ofiary Mellie. Dobbs wie już wszystko i jest w stanie udowodnić Mellie zabójstwo. Jednak odchodzi z odnalezionymi przez Mellie dolarami, ją samą pozostawiając w spokoju.   

## Obsada aktorska
- Charles Bronson – płk. Harry Dobbs
- Marlène Jobert – Mellie
- Annie Cordy – Juliette
- Jill Ireland – Nicole
- Ellen Bahl – Madeleine Legauff
- Steve Eckhardt – amerykański oficer
- Jean Gaven – inspektor Toussaint
- Marika Green – hostessa Tani
- Marc Mazza – gwałciciel
- Corinne Marchand – Tania Legauff
- Gabriele Tinti – Tony
- Jean Piat – pan Armand
- Marcel Pérès – zawiadowca stacji

i inni. 

## O filmie
Pasażer w deszczu, obraz René Clémenta – czołowego przedstawiciela neorealizmu w kinie francuskim przełomu lat 40. i 50. (Bitwa o szyny) – spotkał się z życzliwym przyjęciem krytyków oraz widzów. We Francji, w roku premiery (1970), był trzecim po Żandarmie na emeryturze i Wale atlantyckim hitem kasowym roku. Sami krytycy (Richard Schickel) wypowiadali się o nim jako o mniej lub bardziej udanym obrazie na miarę dzieł Alfreda Hitchcocka, podkreślając doskonałe aktorstwo Charlsa Bronsona i Marlène Jobert. 

## Nawiązania
W prologu filmu pojawia się cytat z powieści Lewisa Carrolla pt. Alicja w krainie czarów. Miał on w założeniu twórców filmu odzwierciedlać losy głównej bohaterki, podobnie jak Alicja, zagubionej w dziwacznej sytuacji, w jakiej się nieoczekiwanie znalazła. 

## Nagrody i wyróżnienia
W 1970 roku film otrzymał nagrodę Włoskiej Akademii Filmowej – David di Donatello ("włoskiego Oscara") dla Marlène Jobert, a rok później Złoty Glob za najlepszy film nieanglojęzyczny. W tym samym roku (1971) był również nominowany do nagrody Edgara za najlepsze zdjęcia dla Sébastiena Japrisota oraz nagrody Laurel Awards w kategorii najlepszego filmu zagranicznego.     